# Broholmer
El Broholmer es una raza canina de tipo moloso, originaria de Dinamarca. Se utiliza como perro de compañía, ya que es calmado, con buen temperamento y amigable. No obstante también es un buen guardián.

## Características
Es un perro de tipo dogo de gran tamaño, rectangular y de constitución fuerte; su movimiento es regular y enérgico. Su apariencia es dominada por los poderosos miembros anteriores. La cabeza es maciza y ancha; el cuello fuerte con algo de piel suelta y el pecho ancho y profundo.
El tamaño estándar es de 75 cm en los machos y 70 cm en las hembras aproximadamente. El peso de los machos oscila entre los 50 y 70 kg, mientras que en las hembras es de 40 a 60 kg. Su pelo es corto, apretado y contiguo, con una gruesa capa interna de pelos.
En descanso lleva la cabeza más bien baja e inclinada hacia el suelo y la cola colgando hacia abajo en forma de sable. Cuando se encuentra en movimiento, la cola la lleva más alta, pero no sobre la línea del lomo. Cuando el perro está alerta o excitado, lleva la cabeza alta y levanta la cola por encima de la horizontal.

## Historia
Provienen de los mastines enviados desde Inglaterra a los grandes señores daneses y allí fueron criados con los perros que ya tenían. Probablemente al principio eran más bien un tipo de Gran Danés, que acabó evolucionando en el actual Broholmer.
El tipo de esta raza es conocido desde la Edad Media, cuando era utilizado como un perro de cacería de ciervos. Posteriormente fue utilizado como perro guardián para granjas grandes y tierras feudales. A finales del siglo XVIII, estos perros eran criados en raza pura y aumentaron en número gracias al Conde Sehested de Broholm, de quien esta raza ha heredado el nombre.
Tras la Segunda Guerra Mundial la raza estuvo a punto de extinguirse, pero alrededor de 1975 un grupo de aficionados se encargaron de la custodia de la raza, posteriormente, organizados bajo el nombre Sociedad para la reconstrucción de la raza Broholmer y auspiciados por el Kennel Club Danés comenzaron su trabajo de reconstrucción.